# Dasineura loewiana
Dasineura loewiana är en tvåvingeart som först beskrevs av Ewald Rübsaamen 1917.  Dasineura loewiana ingår i släktet Dasineura och familjen gallmyggor. Inga underarter finns listade i Catalogue of Life.